# Glochidio (zoologia)

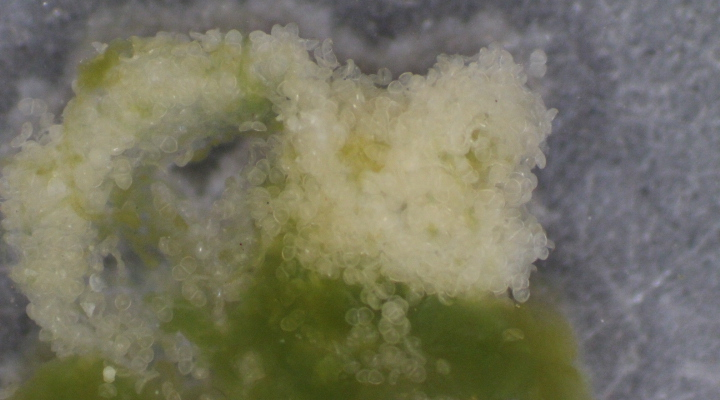
Massa di glochidi di Unio

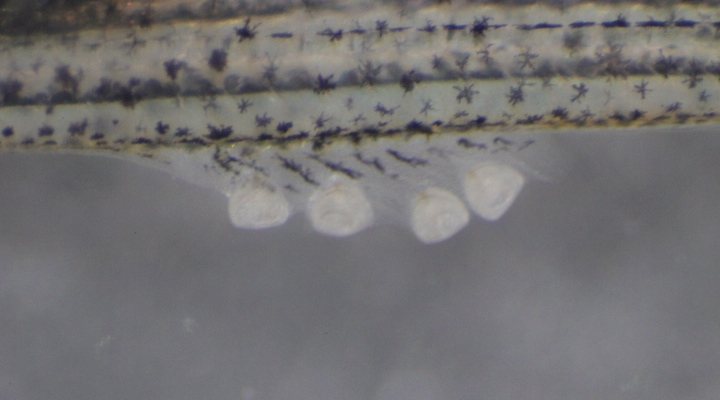
Glochidi di Unio attaccati alla pinna dorsale di un pesce

Il glochidio, in zoologia, è lo stadio larvale di alcune specie di molluschi Unionidi.

## Ciclo vitale
I glochidi sono emessi, durante la stagione riproduttiva, dalle femmine adulte di alcune specie di molluschi di acqua dolce in una massa all'apparenza gelatinosa. La massa ne può contenere da poche migliaia a vari milioni in base alla specie e alle dimensioni del corpo progenitore.
I singoli glochidi, che misurano 200 micrometri, si separano dalla massa originale e fluttuano nell'acqua cercando un pesce ospite a cui devono agganciarsi entro un periodo che va dai due ai quattordici giorni. Generalmente si pinzano serrando le due valve sulle branchie esterne o sulle pinne dorsali e vi rimangono per un periodo variabile da pochi giorni a vari mesi senza accrescersi significativamente di dimensioni, ma completando la trasformazione verso lo stadio giovanile.
Sganciatosi dal pesce ospite, il mollusco giovanile ha una elevata mobilità datagli dal piede di dimensioni relativamente significative, circa la metà dell'intero corpo. Tramite movimenti peristaltici, l'individuo giovanile penetra nel fondale dove inizia lo sviluppo verso lo stadio adulto. In funzione delle diverse specie la profondità a cui si insedia l'individuo giovanile sono fortemente variabili. Raggiunto lo stadio adulto risale verso la superficie.